# Vinukonda
Vinukonda è una suddivisione dell'India, classificata come census town, di 52.589 abitanti, situata nel distretto di Guntur, nello stato federato dell'Andhra Pradesh. In base al numero di abitanti la città rientra nella classe II (da 50.000 a 99.999 persone).

## Geografia fisica
La città è situata a 16° 3' 0 N e 79° 45' 0 E e ha un'altitudine di 74 m s.l.m..

## Società

### Evoluzione demografica
Al censimento del 2001 la popolazione di Vinukonda assommava a 52.589 persone, delle quali 27.089 maschi e 25.500 femmine. I bambini di età inferiore o uguale ai sei anni assommavano a 7.051, dei quali 3.629 maschi e 3.422 femmine. Infine, coloro che erano in grado di saper almeno leggere e scrivere erano 31.047, dei quali 18.316 maschi e 12.731 femmine.